# Androscoggin County
Androscoggin County är ett administrativt område i delstaten Maine, USA. Androscoggin är ett av sexton countyn i staten och ligger i den sydvästra delen av staten. År 2010 hade Androscoggin County 107 702 invånare. Den administrativa huvudorten (county seat) är Auburn.

## Geografi
Enligt United States Census Bureau har countyt en total area på 1 287 km². 1 217 km² av den arean är land och 70 km² är vatten.

### Angränsande countyn
- Franklin County, Maine - nord
- Kennebec County, Maine - nordöst
- Sagadahoc County, Maine - sydöst
- Cumberland County, Maine - syd
- Oxford County, Maine - väst